# Rita Pavone

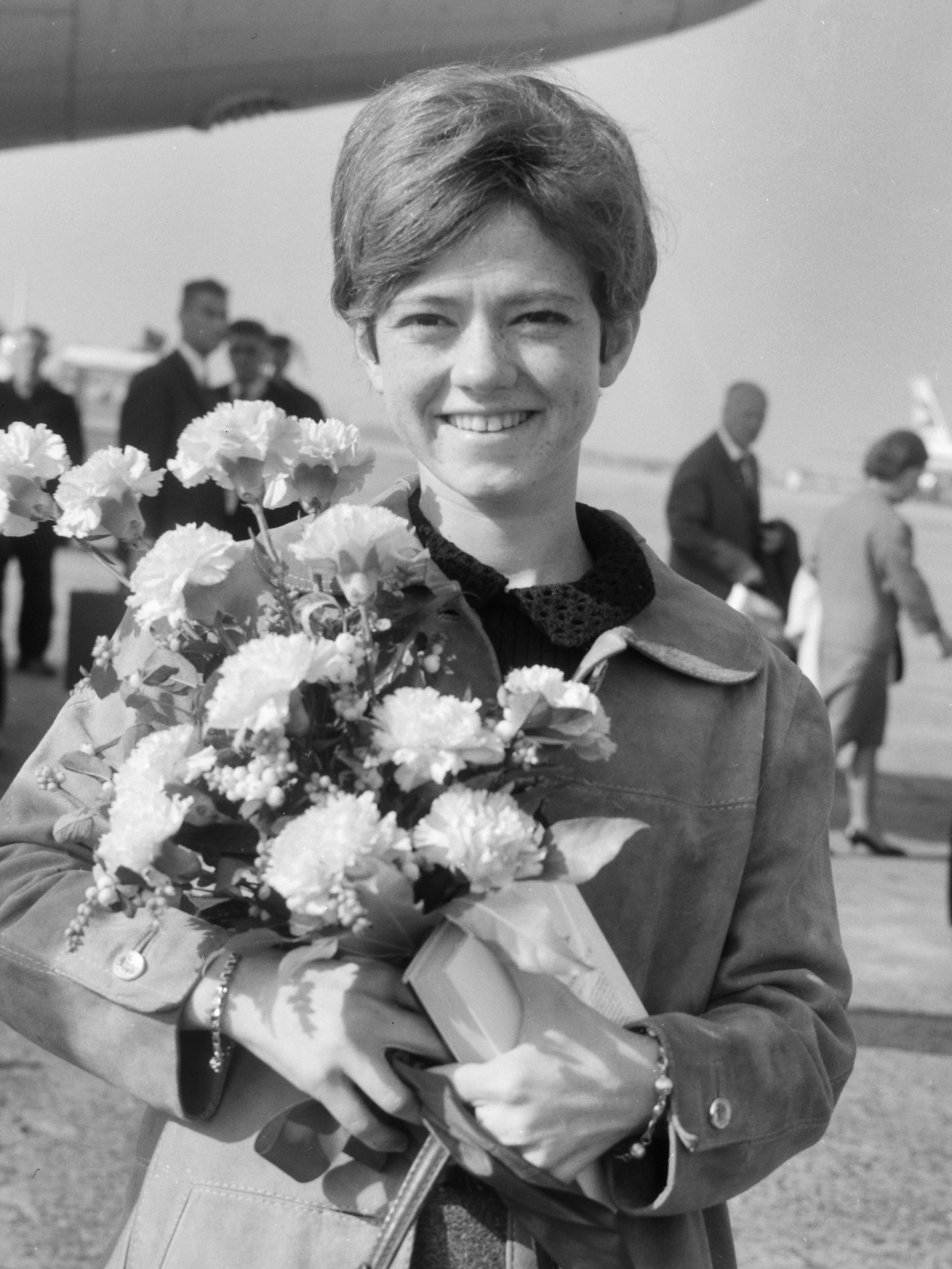
Rita Pavone (1965)

Rita Pavone (* 23. August 1945 in Turin) ist eine italienische Pop- und Schlagersängerin. In den 1960er Jahren gelangen ihr große Erfolge in Italien, aber auch im Ausland. Sie spielte im Lauf ihrer Karriere in mehreren Filmen mit und war vor allem in späteren Jahren häufig im Theater zu sehen. Außerdem moderierte sie mehrere Sendungen im italienischen Fernsehen.

## Leben und Karriere

### Anfänge
Pavone hatte ihren ersten Auftritt als Sängerin 1959 mit dem Lied Swanee während einer Veranstaltung für Kinder. Während sie in einer Hemdenfabrik arbeitete, begann sie, ihre musikalischen Aktivitäten auszuweiten, immer unter der Aufsicht ihres Vaters: So trat sie bei Studentenfeiern, auf Tanzveranstaltungen, mit Orchester in Nachtclubs und in Turiner Theatern auf. Einmal ging sie mit einer Folklore-Gruppe aus Hawaii auf Tournee. Ihr Repertoire umfasste Lieder von Bobby Darin, Frankie Avalon, Jerry Lee Lewis, Elvis Presley, Paul Anka, Brenda Lee, Bobby Rydell oder Pat Boone. Nachdem erste Versuche, feste Engagements zu erhalten, fehlgeschlagen waren, wollte sich Pavone 1961 wieder zurückziehen. 
Doch 1962 erhielt Pavone die Möglichkeit, an einem neuen Nachwuchsgesangsfestival in Ariccia (bei Rom) teilzunehmen. Sie gewann es und Veranstalter Teddy Reno verhalf ihr zu einem ersten Plattenvertrag mit dem Label RCA. Ihre erste Single enthielt die Lieder La partita di pallone und Amore twist und war außergewöhnlich erfolgreich. Bei ihrem ersten Fernsehauftritt trat sie mit dem ebenfalls gerade aufstrebenden Gianni Morandi auf. Nach weiteren Fernsehauftritten veröffentlichte die junge Sängerin ihr erstes, selbstbetiteltes Album. Weitere erfolgreiche Singles daraus waren Come te non c’è nessuno, Alla mia età und Il ballo del mattone. 

### Erfolgreiche Jahre

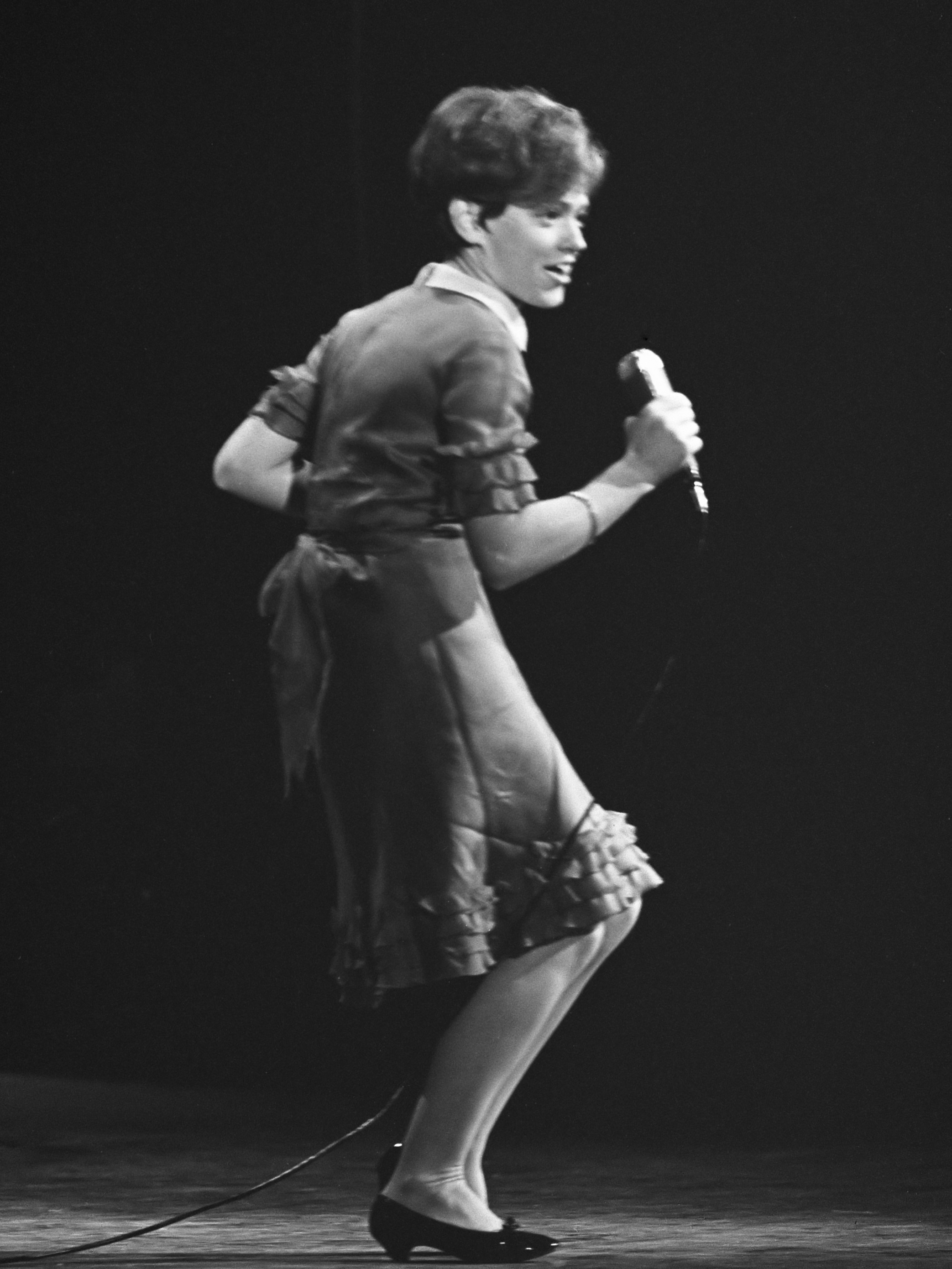
Rita Pavone (1965)

1963 hatte Pavone ihren ersten Filmauftritt in Clementine Cherie und ging mit der Band The Rokes auf Tournee, woraufhin ihr zweites Album Non è facile avere 18 anni erschien. Die Single Cuore wurde ein Sommerhit über die Landesgrenzen hinaus und auch die B-Seite Il ballo del mattone erreichte die Spitze der Charts. Im selben Jahr gelang ihr der Durchbruch in Deutschland: Mit der deutschen Version des Liedes Se fossi un uomo, Wenn ich ein Junge wär, erreichte sie Platz zwei der deutschen Singlecharts. 1964 lancierte man die Sängerin auch auf dem amerikanischen Markt, für den sie das englischsprachige Album The International Teen-age Sensation aufnahm. Mit der Single Remember Me trat sie in der einflussreichen Ed Sullivan Show auf und erreichte Platz 26 in den Billboard Hot 100; das Album erreichte ebenfalls die Charts. Das zweite amerikanische Album Small Wonder erschien noch im selben Jahr.

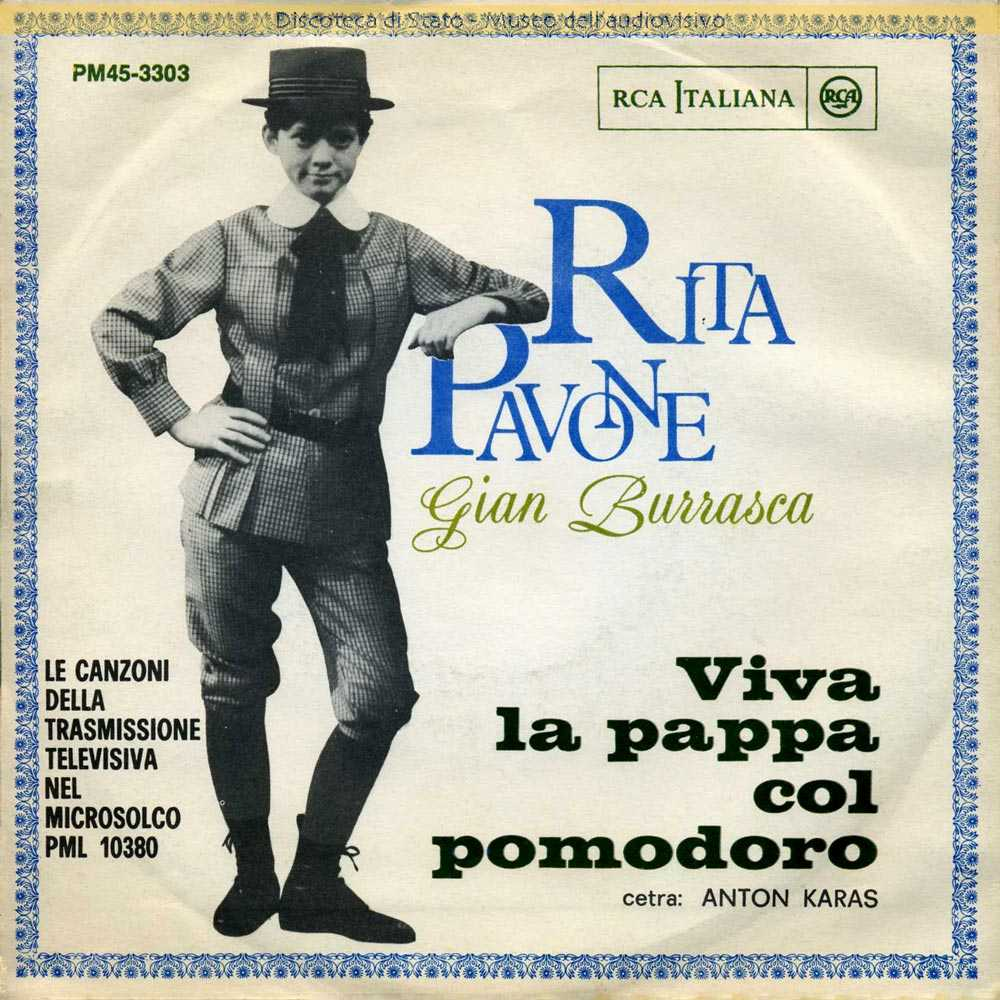
Viva la pappa col pomodoro (1965)

Unterdessen konnte Pavone den Erfolg in ihrer Heimat mit Hits wie Cosa importa del mondo und Datemi un martello fortsetzen. Dort war sie an der Fernsehserie Il giornalino di Gian Burrasca von Lina Wertmüller beteiligt, für die sie die Musik (von Luis Bacalov und Nino Rota) aufnahm und in der sie auch selbst mitspielte. Der Titelsong Viva la pappa col pomodoro wurde 1965 ein weiterer großer Erfolg, das Album Burrasca erreichte di Chartspitze. 
Für den deutschsprachigen Markt nahm die Sängerin 1964 die Lieder Mein Jack, der ist zwei Meter groß und Peppino aus Torino auf; dafür wurde sie in Deutschland mit dem bronzenen Bravo Otto ausgezeichnet. 1965 hatte sie im deutschsprachigen Raum noch einmal einen größeren Hit mit Kiddy Kiddy Kiss Me, im Duett mit Paul Anka. Beim italienischen Wettbewerb Cantagiro gewann Pavone 1965 mit Lui. Im selben Jahr war sie als Protagonistin im Film Rita la figlia americana zu sehen (neben The Rokes und Totò), führte durch die eigene Fernsehsendung Stasera Rita und hatte weitere Hits wie Supercalifragilistic-espiralidoso, Stasera Rita oder Plip.
Schon 1966 war Pavone erneut als Protagonistin eines Films zu sehen, in Rita la Zanzara. Weitere Hits gelangen ihr mit Solo tu und vor allem Qui ritronerà. Für die Fernsehsendung Studio Uno nahm sie außerdem die Titelsongs Il geghegè und Fortissimo auf. Mit den englischen Versionen von Cuore und Solo tu (Heart bzw. You Only You) erreichte die Sängerin erstmals auch die britischen Charts. 1967 folgten gleich drei Filme mit Pavone: Non stuzzicate la Zanzara sowie Blaue Bohnen für ein Halleluja (Little Rita nel West)  und Etappenschweine (La feldmarescialla) (beide mit Terence Hill). Charterfolge gelangen ihr mit den Singles Gira gira, einem Cover von Reach Out I’ll Be There, und Pippo non lo sa, dem Titelsong der Quizsendung Chissà chi lo sa. 
Danach verließ Pavone vorerst die RCA und reduzierte ihre Aktivitäten. 1968 heiratete sie ihren „Entdecker“ Teddy Reno, mit dem sie bereits einige Jahre heimlich eine Beziehung gehabt hatte, und brachte wenig später einen Sohn zur Welt. Die Ehe der beiden sorgte für einen großen Skandal in Italien, einerseits wegen des Altersunterschieds von 20 Jahren, andererseits wegen der noch bestehenden Ehe Renos mit seiner Ex-Frau, die aufgrund der Rechtslage in Italien zu jenem Zeitpunkt noch nicht geschieden werden konnte. Unter dem eigenen Label Ritaland veröffentlichte Pavone später eine Reihe von Kinderliedern.

### Spätere Karriere
Im deutschsprachigen Raum veröffentlichte Rita Pavone in den folgenden Jahren noch einige weitere deutsche Schlager, darunter am erfolgreichsten Arrivederci Hans (1968) und Bene Bene Bene (1969). Mit dem Lied Zucchero nahm sie, relativ erfolglos, am Sanremo-Festival 1969 teil; 1970 kehrte sie mit Ahi ahi ragazzo nach Sanremo zurück, blieb aber ähnlich erfolglos wie im Vorjahr. Danach begann sie eine längere Zusammenarbeit mit Claudio Baglioni, von dem etwa die Single La suggestione (1971) stammte. In der Musikkomödie Gli italiani vogliono cantare war sie erstmals im Theater zu sehen, außerdem kehrte sie mit der neuen Sendung Ciao Rita ins Fernsehen zurück. Beim Sanremo-Festival 1972 verfehlte sie mit Amici mai das Finale, 1973 nahm sie mit L’amore è un poco matto an Un Disco per l’Estate teil. 1972 veröffentlichte sie auch die Single Bonjour la France für den französischsprachigen Markt.
Zwischen 1975 und 1977 war Pavone im Theater in Due sul pianerottolo, Risate in salotto und Quel diavolo di santarellina an der Seite von Erminio Macario, Carlo Dapporto bzw. Piero Mazzarella zu sehen. Außerdem veröffentlichte sie das Coveralbum Rita per tutti (1975) und kehrte mit My Name Is Potato, dem Titelsong der Fernsehsendung Rita ed io, 1977 noch einmal in die Top 10 der Singlecharts zurück. 1979 versuchte sie vergeblich die Schweiz beim Eurovision Song Contest zu vertreten. Im Vorentscheid erreichte sie mit Dieci cuori nur einen vierten Platz. In den folgenden Jahren erschienen noch verschiedene Alben mit Archivmaterial und auch mit neuer Musik. Auf dem Album Gemma e le altre (1990) betätigte sich Pavone auch als Songwriterin. 1992 nahm sie anlässlich ihrer 30-jährigen Karriere das doppelte Livealbum Rita Is Magic auf. Ihre Aktivitäten auf der Theaterbühne setzte sie ebenfalls fort. 1995 erschien die Kompilation Ritorna Rita Pavone mit Liedern in italienischer, englischer und französischer Sprache, 1997 erschien die Autobiografie Nel mio piccolo. Beim Sanremo-Festival 2005 unterstützte Rita Pavone an einem Abend die Teilnehmer Toto Cutugno und Annalisa Minetti. Im selben Jahr kündigte sie ihren Rückzug aus der Öffentlichkeit an. 
Im Jahr 2013 meldete sich die Sängerin mit dem Coveralbum Masters zurück, auf dem sie Erfolgstitel von Fred Astaire, Judy Garland, Nat King Cole, Ray Charles, Frank Sinatra, Fats Domino, Bing Crosby, Andy Williams und Tony Bennett interpretierte. Beim Sanremo-Festival 2017 erhielt sie den Sonderpreis für ihr Lebenswerk. 2018 ging sie auf Tournee in Brasilien, 2019 war sie Jurorin in der Castingshow Sanremo Young. Schließlich nahm sie mit dem Lied Niente (Resilienza 74) am Sanremo-Festival 2020  teil; im Anschluss erschien das Album RaRità.

## Diskografie (Auswahl)

### Alben
| Jahr | Titel                                              | Höchstplatzierung, Gesamtwochen/‑monate, AuszeichnungChartplatzierungen (Jahr, Titel, Platzierungen, Wochen/Monate, Auszeichnungen, Anmerkungen) | Höchstplatzierung, Gesamtwochen/‑monate, AuszeichnungChartplatzierungen (Jahr, Titel, Platzierungen, Wochen/Monate, Auszeichnungen, Anmerkungen) | Höchstplatzierung, Gesamtwochen/‑monate, AuszeichnungChartplatzierungen (Jahr, Titel, Platzierungen, Wochen/Monate, Auszeichnungen, Anmerkungen) | Höchstplatzierung, Gesamtwochen/‑monate, AuszeichnungChartplatzierungen (Jahr, Titel, Platzierungen, Wochen/Monate, Auszeichnungen, Anmerkungen) | Höchstplatzierung, Gesamtwochen/‑monate, AuszeichnungChartplatzierungen (Jahr, Titel, Platzierungen, Wochen/Monate, Auszeichnungen, Anmerkungen) | Höchstplatzierung, Gesamtwochen/‑monate, AuszeichnungChartplatzierungen (Jahr, Titel, Platzierungen, Wochen/Monate, Auszeichnungen, Anmerkungen) | Höchstplatzierung, Gesamtwochen/‑monate, AuszeichnungChartplatzierungen (Jahr, Titel, Platzierungen, Wochen/Monate, Auszeichnungen, Anmerkungen) | Anmerkungen             |
| Jahr | Titel                                              | IT | DE | AT | CH | UK | US | BEW | Anmerkungen             |
| ---- | -------------------------------------------------- | --- | --- | --- | --- | --- | --- | --- | ----------------------- |
| 1964 | Rita Pavone (The International Teen-Age Sensation) | — | — | — | — | — | US60 (14 Wo.)US | — | RCA Victor, LSP 2900    |
| 1965 | Gian Burrasca                                      | IT1 (4 Mt.)IT | — | — | — | — | — | — | RCA Italiana, PML 10380 |
| 1966 | Stasera Rita                                       | IT4 (2 Mt.)IT | — | — | — | — | — | — | RCA Italiana, PML 10404 |
| 1966 | La “vostra” Rita                                   | IT5 (1 Mt.)IT | — | — | — | — | — | — | RCA Italiana, S 10      |
| 1967 | Ci vuole poco…                                     | IT3 (5 Mt.)IT | — | — | — | — | — | — | RCA Italiana, S 24      |
| 2013 | Masters                                            | IT18 (5 Wo.)IT | — | — | — | — | — | — | Sony                    |

grau schraffiert: keine Chartdaten aus diesem Jahr verfügbar
Weitere Alben
- 1963: Rita Pavone (RCA, PML 10350)
- 1964: Non è facile avere 18 anni (RCA, PML 10360)
- 1966: È nata una stella (RCA, S 20)
- 1967: Little Rita nel West (RCA, PML 10427)
- 1968: Viaggio a Ritaland (Ritaland/Ricordi, SRTL 1001)
- 1969: Rita Pavone presenta Pierino e il lupo / Storia di Babar l’elefantino (Ritaland/Ricordi, SRTL 1002)
- 1969: Rita (Ricordi, SMRL 6067)
- 1970: Gli italiani vogliono cantare (RCA, PSL 10489)
- 1971: Ciao Rita (RCA, LP8S 21166)
- 1975: Rita per tutti (RCA, TPL1 1164)
- 1977: Rita ed io (RCA, PL 31201)
- 1979: Rita e l'anonima ragazzi (RCA, PL 31439)
- 1979: R. P. ’80 (RCA, PL 31488)
- 1985: Dimensione donna (Ros Record, RRLP 1172)
- 1989: Gemma e le altre (21 CGDS, RP 30)
- 1993: Rita Is Magic (Discomagic Records)
- 1997: Nonsolonostalgia (Joker)

### Singles
| Jahr                  | Titel Album                                        | Höchstplatzierung, Gesamtwochen, AuszeichnungChartplatzierungen (Jahr, Titel, Album, Platzierungen, Wochen, Auszeichnungen, Anmerkungen) | Höchstplatzierung, Gesamtwochen, AuszeichnungChartplatzierungen (Jahr, Titel, Album, Platzierungen, Wochen, Auszeichnungen, Anmerkungen) | Höchstplatzierung, Gesamtwochen, AuszeichnungChartplatzierungen (Jahr, Titel, Album, Platzierungen, Wochen, Auszeichnungen, Anmerkungen) | Höchstplatzierung, Gesamtwochen, AuszeichnungChartplatzierungen (Jahr, Titel, Album, Platzierungen, Wochen, Auszeichnungen, Anmerkungen) | Höchstplatzierung, Gesamtwochen, AuszeichnungChartplatzierungen (Jahr, Titel, Album, Platzierungen, Wochen, Auszeichnungen, Anmerkungen) | Höchstplatzierung, Gesamtwochen, AuszeichnungChartplatzierungen (Jahr, Titel, Album, Platzierungen, Wochen, Auszeichnungen, Anmerkungen) | Höchstplatzierung, Gesamtwochen, AuszeichnungChartplatzierungen (Jahr, Titel, Album, Platzierungen, Wochen, Auszeichnungen, Anmerkungen) | Anmerkungen                           |
| Jahr                  | Titel Album                                        | IT | DE | AT | CH | UK | US | BEW | Anmerkungen                           |
| --------------------- | -------------------------------------------------- | --- | --- | --- | --- | --- | --- | --- | ------------------------------------- |
| 1962                  | La partita di pallone Rita Pavone                  | IT2 (14 Wo.)IT | — | — | — | — | — | — |                                       |
| 1963                  | Come te non c’è nessuno Rita Pavone                | IT1 (18 Wo.)IT | — | — | — | — | — | — |                                       |
| 1963                  | Alla mia età Rita Pavone                           | IT3 (11 Wo.)IT | — | — | — | — | — | — |                                       |
| 1963                  | Il ballo del mattone Rita Pavone                   | IT1 (6 Wo.)IT | — | — | — | — | — | — |                                       |
| 1963                  | Cuore Non è facile avere 18 anni                   | IT1 (19 Wo.)IT | DE48 (2 Wo.)DE | — | — | — | — | BEW48 (4 Wo.)BEW |                                       |
| 1963                  | Non è facile avere 18 anni                         | IT3 (6 Wo.)IT | — | — | — | — | — | — |                                       |
| 1963                  | Wenn ich ein Junge wär                             | — | DE2 (14 Wo.)DE | — | — | — | — | — | deutsche Version von Se fossi un uomo |
| 1963                  | Datemi un martello È nata una stella               | IT2 (4 Wo.)IT | — | — | — | — | — | — |                                       |
| 1964                  | Che m’importa del mondo Non è facile avere 18 anni | IT1 (10 Wo.)IT | — | — | — | — | — | — | B-Seite von Datemi un martello        |
| 1964                  | Mein Jack, der ist zwei Meter groß                 | — | DE11 (8 Wo.)DE | — | — | — | — | — |                                       |
| 1964                  | Scrivi                                             | IT10 (8 Wo.)IT | — | — | — | — | — | — |                                       |
| 1964                  | Remember Me The International Teen-Age Sensation   | — | — | — | — | — | US26 (9 Wo.)US | — |                                       |
| 1964                  | Ti vorrei parlare Non è facile avere 18 anni       | IT15 (1 Wo.)IT | — | — | — | — | — | — |                                       |
| 1964                  | Peppino aus Torino                                 | — | DE33 (4 Wo.)DE | — | — | — | — | — |                                       |
| 1965                  | Kiddy Kiddy Kiss Me                                | — | DE7 (8 Wo.)DE | AT9 (4 Wo.)AT | — | — | — | — | mit Paul Anka                         |
| 1965                  | Viva la pappa col pomodoro Gian Burrasca           | IT3 (14 Wo.)IT | — | — | — | — | — | — |                                       |
| 1965                  | Lui Stasera Rita                                   | IT1 (23 Wo.)IT | — | — | — | — | — | — |                                       |
| 1965                  | Ich frage meinen Papa                              | — | DE35 (1 Wo.)DE | — | — | — | — | — |                                       |
| 1965                  | Supercalifragilistic-espiralidoso                  | IT4 (7 Wo.)IT | — | — | — | — | — | — |                                       |
| 1965                  | Stasera con te Stasera Rita                        | IT1 (9 Wo.)IT | — | — | — | — | — | — |                                       |
| 1965                  | Plip Stasera Rita                                  | IT6 (6 Wo.)IT | — | — | — | — | — | — |                                       |
| 1966                  | Solo tu Stasera Rita                               | IT5 (4 Wo.)IT | — | — | — | — | — | — |                                       |
| 1966                  | Qui ritornerà Ci vuole poco…                       | IT1 (10 Wo.)IT | — | — | — | — | — | — |                                       |
| 1966                  | Il geghegè Ci vuole poco…                          | IT9 (1 Wo.)IT | — | — | — | — | — | — |                                       |
| 1966                  | Fortissimo Ci vuole poco…                          | IT12 (2 Wo.)IT | — | — | — | — | — | — |                                       |
| 1966                  | Heart                                              | — | — | — | — | UK27 (12 Wo.)UK | — | — | englische Version von Cuore (1963)    |
| 1967                  | You Only You                                       | — | — | — | — | UK21 (7 Wo.)UK | — | — | englische Version von Solo tu (1966)  |
| 1967                  | Gira gira Ci vuole poco…                           | IT12 (1 Wo.)IT | — | — | — | — | — | — |                                       |
| 1967                  | Pippo non lo sa Viaggio a Ritaland                 | IT12 (5 Wo.)IT | — | — | — | — | — | — |                                       |
| 1968                  | Il mondo nelle mani                                | IT14 (2 Wo.)IT | — | — | — | — | — | — |                                       |
| 1968                  | Arrivederci Hans                                   | — | DE6 (12 Wo.)DE | AT9 (8 Wo.)AT | CH4 (8 Wo.)CH | — | — | — |                                       |
| 1968                  | Alle Männer sind nicht so                          | — | DE26 (4 Wo.)DE | — | — | — | — | — |                                       |
| 1969                  | Heut’ lad ich mir die Cartwrights ein              | — | DE23 (2 Wo.)DE | — | — | — | — | — |                                       |
| 1969                  | Zucchero                                           | IT11 (7 Wo.)IT | — | — | — | — | — | — |                                       |
| 1969                  | Bene Bene Bene                                     | — | DE14 (8 Wo.)DE | AT17 (8 Wo.)AT | — | — | — | — |                                       |
| 1970                  | Oma, Mama, Bambola                                 | — | — | AT16 (4 Wo.)AT | — | — | — | — |                                       |
| 1970                  | Stai con me Gli italiani vogliono cantare          | IT20 (3 Wo.)IT | — | — | — | — | — | — |                                       |
| 1971                  | La suggestione                                     | IT23 (1 Wo.)IT | — | — | — | — | — | — |                                       |
| 1972                  | Bonjour la France                                  | — | — | — | — | — | — | BEW26 (7 Wo.)BEW |                                       |
| 1977                  | My Name Is Potato Rita ed io                       | IT9 (11 Wo.)IT | — | — | — | — | — | — |                                       |
| 2020                  | Niente (Resilienza 74)                             | IT98 (1 Wo.)IT | — | — | — | — | — | — |                                       |
|                       | Nummer-eins-Singles                                | IT7IT | DE—DE | AT—AT | CH—CH | UK—UK | US—US | BEW—BEW |                                       |
| Top-10-Singles        | IT18IT                                             | DE3DE | AT2AT | CH1CH | UK—UK | US—US | BEW—BEW | |                                       |
| Singles in den Charts | IT27IT                                             | DE10DE | AT4AT | CH1CH | UK2UK | US1US | BEW1BEW | |                                       |

grau schraffiert: keine Chartdaten aus diesem Jahr verfügbar

## Filmografie
- 1965: Rita, la figlia americana – Regie: Piero Vivarelli
- 1966: Rita la zanzara – Regie: Lina Wertmüller
- 1967: Non stuzzicate la zanzara – Regie: Lina Wertmüller
- 1967: Blaue Bohnen für ein Halleluja (Little Rita nel West)
- 1967: Etappenschweine (La feldmarescialla) – Regie: Stefano Vanzina
- 1975: Due sul pianerottolo – Regie: Mario Amendola

## Bibliografie
- Nel mio «Piccolo»… Sperling & Kupfer, Mailand 1997, ISBN 8820025175.

## Belege
1. ↑  Arianna Ascione: Rita Pavone, tutte le volte che ha fatto parlare di sè (non solo per il matrimonio con Teddy Reno). Matrimonio con diversivo. In: Corriere.it. 1. August 2020, abgerufen am 28. Januar 2020 (italienisch).
2. ↑  SWISS NATIONAL FINAL 1979. Abgerufen am 15. Mai 2020.
3. ↑  Sanremo, a Rita Pavone premio alla carriera e standing ovation. Rai, 11. Februar 2017, abgerufen am 28. Januar 2020 (italienisch).
4. ↑  Chartquellen (Alben):
  - Guido Racca: M&D Borsa Album 1964-2019. Selbstverlag, 2019, ISBN 978-1-09-470500-2, S. 249.
  - Alben von Rita Pavone. In: Italiancharts.com. Hung Medien, abgerufen am 7. Januar 2020.
  - Chart Search: Rita Pavone. Billboard, abgerufen am 28. Januar 2020.
5. ↑  Chartquellen (Singles):
  - Guido Racca: M&D Borsa Singoli 1960-2019. Selbstverlag, 2019, ISBN 978-1-09-326490-6, S. 340 f.
  - Rita Pavone. In: Offizielle deutsche Charts. GfK Entertainment, abgerufen am 7. Januar 2020 (DE).
  - Songs von Rita Pavone. In: Austriancharts.at. Hung Medien, abgerufen am 7. Januar 2020 (AT).
  - Songs von Rita Pavone. In: Hitparade.ch. Hung Medien, abgerufen am 7. Januar 2020 (CH).
  - Rita Pavone. In: Officialcharts.com. Official Charts Company, abgerufen am 7. Januar 2020 (englisch, UK).
  - Chart Search: Rita Pavone. Billboard, abgerufen am 28. Januar 2020.
  - Songs von Rita Pavone. In: Ultratop.be. Ultratop / Hung Medien, abgerufen am 7. Januar 2020 (BEW).

| Personendaten    | Personendaten                          |
| ---------------- | -------------------------------------- |
| NAME             | Pavone, Rita                           |
| KURZBESCHREIBUNG | italienische Pop- und Schlagersängerin |
| GEBURTSDATUM     | 23. August 1945                        |
| GEBURTSORT       | Turin, Italien                         |